# Horst Schindlbacher
Horst Schindlbacher oder Horst Schindelbacher (* 1933 in Steyr; † 4. Juli 2011 in Graz) war ein österreichischer Bergsteiger.

## Leben
Horst Schindlbacher nahm ab 1964 an mehreren Expeditionen in Hindukush und Karakorum teil, dabei gelangen auch wichtige Erstbesteigungen. Schindlbacher war lange Zeit Sekretär der Sektion Graz des österreichischen Alpenvereins.

## Alpinistische Leistungen (Auszug)
- Momhil Sar 7343 m (Karakorum, Pakistan), Erstbesteigung 1964 mit Hanns Schell, Rudolf Pischinger, Leo Schlömmer und Rudolf Widerhofer
- Malubiting 7458 m (Hindukush, Pakistan), Erstbesteigung 1971 mit Hanns Schell, Hilmar Sturm und Kurt Pirker

## Werke
- Nomade am Berg. Gnas, Weishaupt 2003, ISBN 3-7059-0186-9.